# フォーク (食器)
フォーク（ホーク、英: fork）は、先端部が分かれて櫛状になった飲食用・調理用の器具。たいてい3つ又か4つ又になっている。古くは飲食用でも2つ又で、今日でも果物やケーキなどを食べる際のデザート用や、ステーキを焼く際に使う大振りのものでは、2つ又のフォークが見受けられる。漢字を当てて肉匙、肉刺、肉叉とも表記された。

## 用途と種類

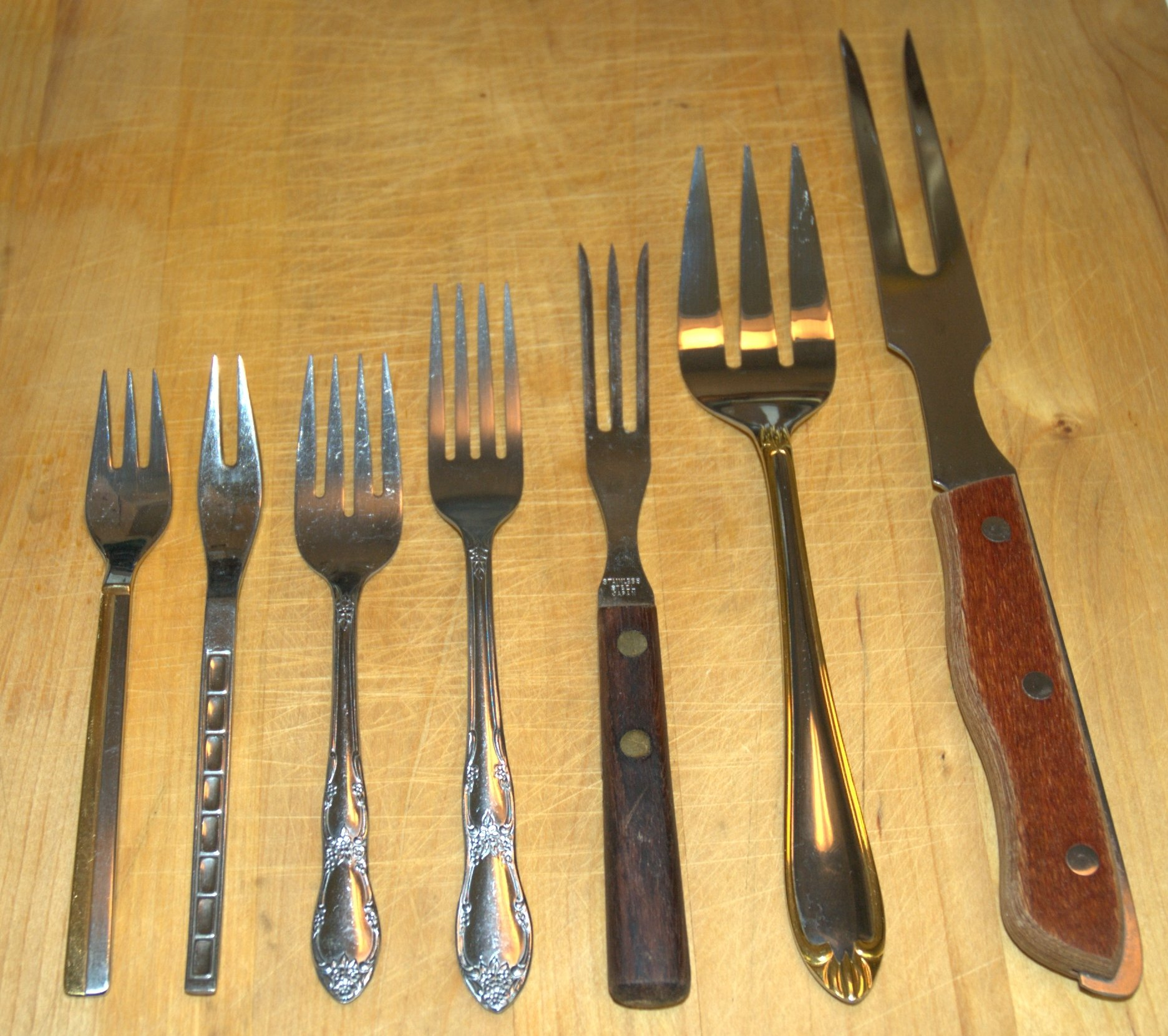
様々なフォーク
デザートフォーク、レリッシュフォーク、サラダフォーク、ディナーフォーク、コールドカットフォーク、一人前フォーク、切り盛り用フォーク

### 飲食用
飲食時に食べ物が動かないように突き刺して押さえたり、食べ物を突き刺して口へ運んだりするための食器である。日本語では「突き匙」「肉叉（にくさ）」という訳語があてられる。主に金属製であるが、プラスチック製や竹製のものもある。柄の部分が別部材でできている別柄型のものと一体成型のものとがある。
フランス料理などのテーブルセッティングでは、位置皿（ディナープレート）の左側に、外側からオードブル用フォーク、魚用フォーク、肉用フォークの順に配置する。また、位置皿の上側にデザートフォークを配置する。フォークの背に飯をのせて食べたり洋食コースに飯が出るのは日本だけで、普通のフォーク使いで食べた方が、こぼれず良い。正式にはパスタもリゾットもフォークのみで食し、スプーンは使わない。
スプーンと合体させた食器として、spork（→先割れスプーン）がある。こちらはもっぱら、簡便な食事に便宜的に用いられる簡易食器的な性格が強く、正統なテーブルマナー中には spork を使うものは見られない。

### 調理用
調理用のものとして調理用フォークがある。サラダフォークやバーベキューフォークなどがある。

## 機能

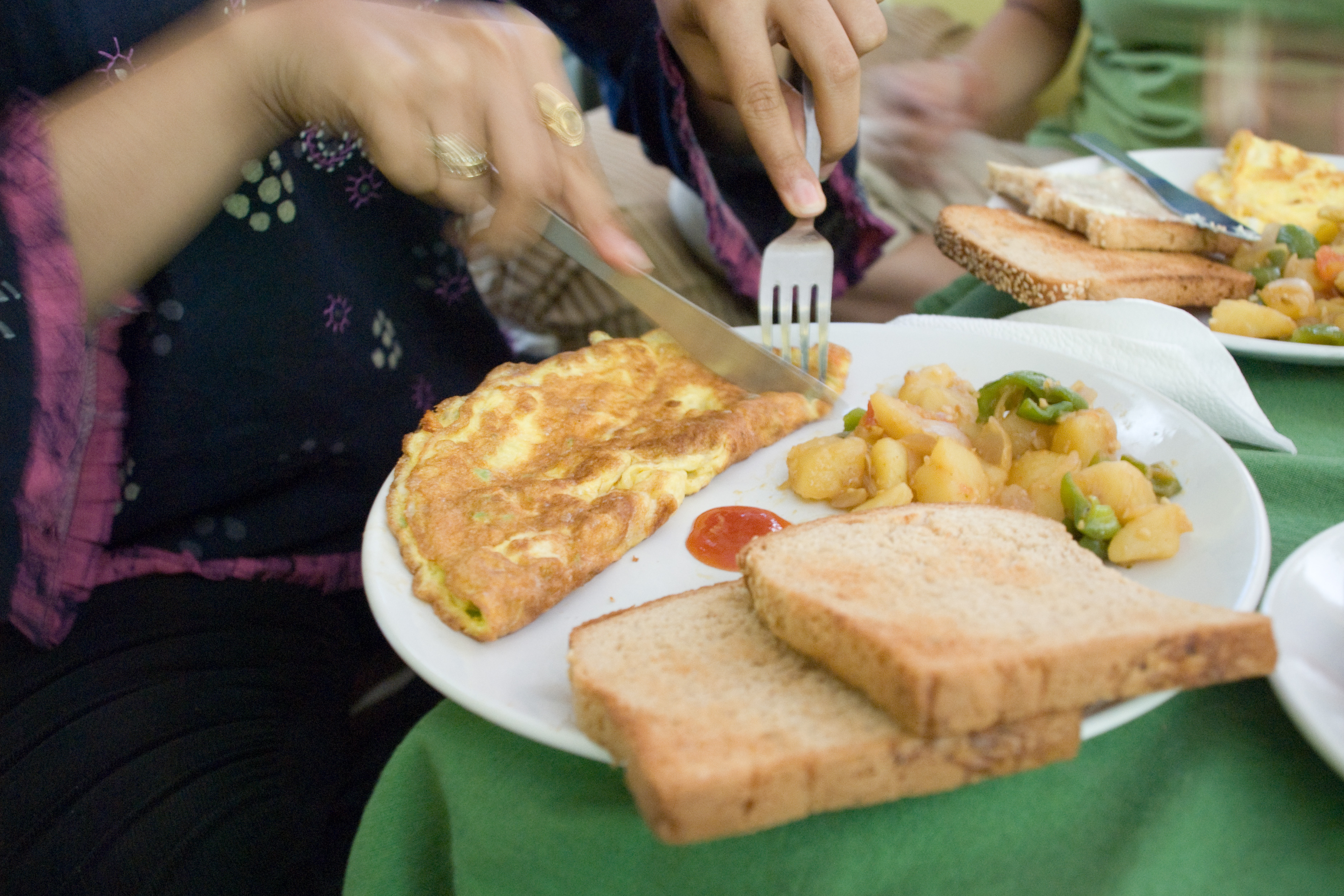
押さえる（ナイフとの組み合わせ）
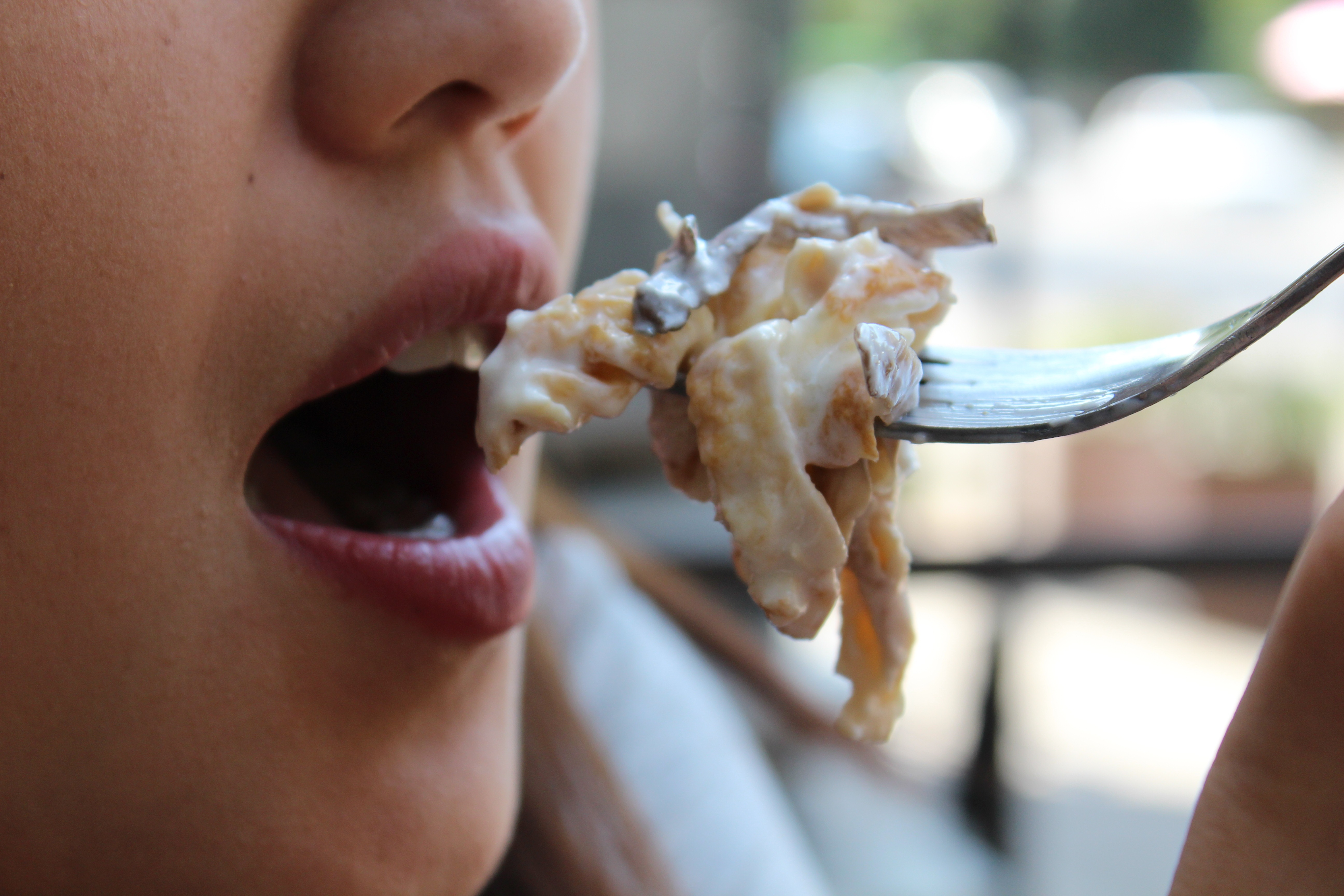
刺してまとめる
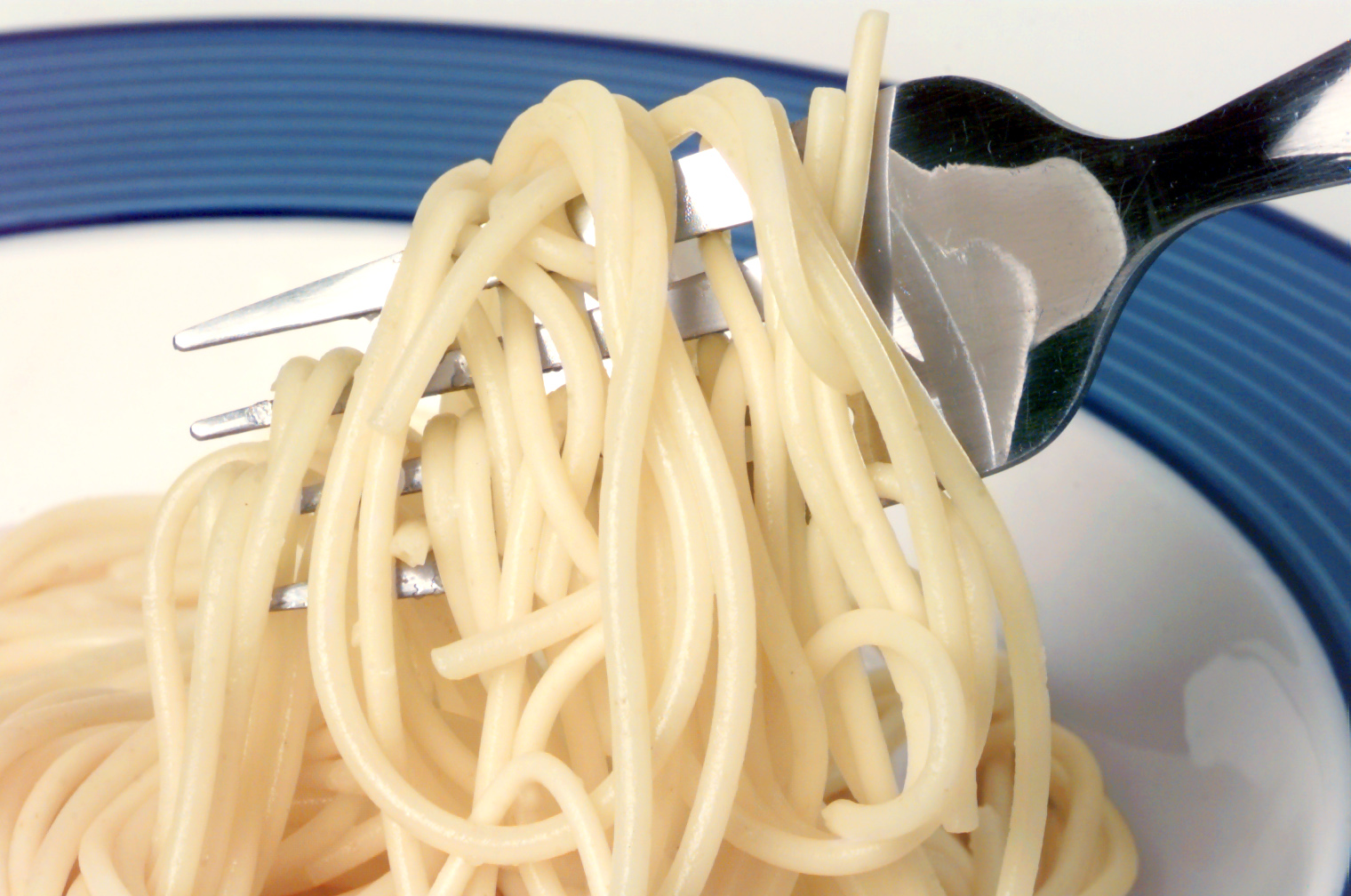
絡める

## 歴史

### 起源
フォークのもともとの語源は、ラテン語の熊手を意味する furca である。
紀元前2000年頃の中国では餐叉（さんさ）と呼ばれるフォークと同じ形状の物が使われていた。
古代ギリシャでは給仕用として用いられていた。ローマ帝国では青銅や銀のフォークが使われたが、その使用法は地域、社会階層、食物によってばらばらだった。その後の中世ヨーロッパでは、ビザンチン帝国に関連した文献で散見される程度である。
西ヨーロッパで食卓用フォークの使用を促進したのは、ビザンチン帝国の2人の王女だと言われている。神聖ローマ皇帝オットー2世の妻テオファヌと、ヴェネツィアのドージェ・ドメニコ・セルヴォの妻テオドラである。その後11世紀までに、食卓用フォークがイタリアに伝わった。11世紀のベネチアの豪族が三つまたの道具で食事をしていたと文献にある。

### ヨーロッパでの広がり
フォークが導入されるまでは、西ヨーロッパではスプーンでスープを飲み、ナイフで肉を切りながら、主に手づかみで食べていた。
16世紀後半の戦国時代・安土桃山時代の日本でキリスト教の布教を行ったイエズス会の宣教師であるルイス・フロイスは、著書の『日欧文化比較』の中で、16世紀当時、日本人が箸で食事していた一方で、ヨーロッパ人が手づかみで食事していたことを記録している。
初期のフォークは歯が2つしかなかった。単に肉を切るときに切りやすくする道具であり、歯はまっすぐで食べ物に突き刺すにはよかったが、すくって口元に運ぶのには適していなかった。
イタリアでは14世紀にフォークがよく使われるようになった。一般的に使用されるようになるのは、16世紀に礼儀作法の一部となってからである。1600年頃までには商人や上流階級の間でごく一般的に使用されるようになった。
一方、南欧以外のヨーロッパでは、フォークがなかなか浸透しなかった。フランスには、イタリア出身のカトリーヌ・ド・メディシスが1553年にフランスのアンリ2世王に嫁入りした際、イタリア料理人と共に嫁入り道具としてフォークも伝わったといわれる。それまでフランスにはフォークを用いる文化はなかった。
英語の文献に初登場するのは、1611年のトーマス・コライヤットのイタリア紀行文だと見られている。しかし長年にわたって、女々しいイタリア文化への偏愛とみなされていたようである。イギリスで一般人がフォークを使うようになるのは、18世紀に入ってからである。

### 4本歯のテーブルフォークの誕生
1770年代、庶民の風俗を深く愛したナポリ国王フェルディナンド4世が、宮廷で毎日スパゲッティを供することを命じた。しかしスパゲッティを手で食べる場合、頭上にかざして下から口ですするという、当時の価値観でも非常に見苦しいものとなり、このような作法がハプスブルク家出身の王妃マリア・カロリーナに承認されるはずもなかった。そこで、賓客がより上品にスパゲッティを食べられるように、料理長ジョヴァンニ・スパダッチーノ（Giovanni Spadaccino）に命じて、もともと口に運ぶものでなく料理を取り分けるためにあったフォークを食器として使わせた。
このとき、工学エンジニアのチェーザレ・スパダッチーニが、先が長く3本だったフォークをもとにして、口に入れても安全でスパゲッティがうまくからむ様に先を短く4本にしたフォークを、王のために考案したといわれている。
現代では一般的な弓なり型のフォークは、18世紀中頃にドイツで発明された。そして4本歯のフォークが一般的に使われるようになるのは、19世紀初頭である。

## 備考
農業用の干草を分けるための同じ形をした巨大な農具が同じフォークという名で呼ばれていた。現代のイタリア語では農具のフォークは forca、食器のフォークは指小辞をつけて forchetta と呼び分けられている。